# Вулиця Ужендніча (Краків)
Вулиця Ужендніча (пол. Ulica Urzędnicza) — вулиця в Кракові в дільниці V Кроводжа, яка проходить від пол. ul. Czarnowiejska в північному напрямку до вул. Казимира Великого (пол. ul. Kazimierza Wielkiego), перетинаючи вул. Леа (пол. ul.Lea) та вул.Крулєвську (пол. ul.Królewska).
Вона була закладена у 1912 році (з того ж року і її теперішня назва) і вела від вул. Чарновєйська (пол. ul.Czarnowiejska) в сторону полів. Перші будинки були побудовані з південного боку з ініціативи Товариства писарів. Більшість будівель зведено у міжвоєнний період (переважно компактна багатоквартирна забудова). На шляху за вул. Казимира Великого, яка фактично є частиною вул.Ужендніча, є початкова школа № 34 імені Захисників польської пошти в Гданську (вул.Ужендніча 65). Далі шлях переходить у парк Млинувка Крулевська.

## Галерея

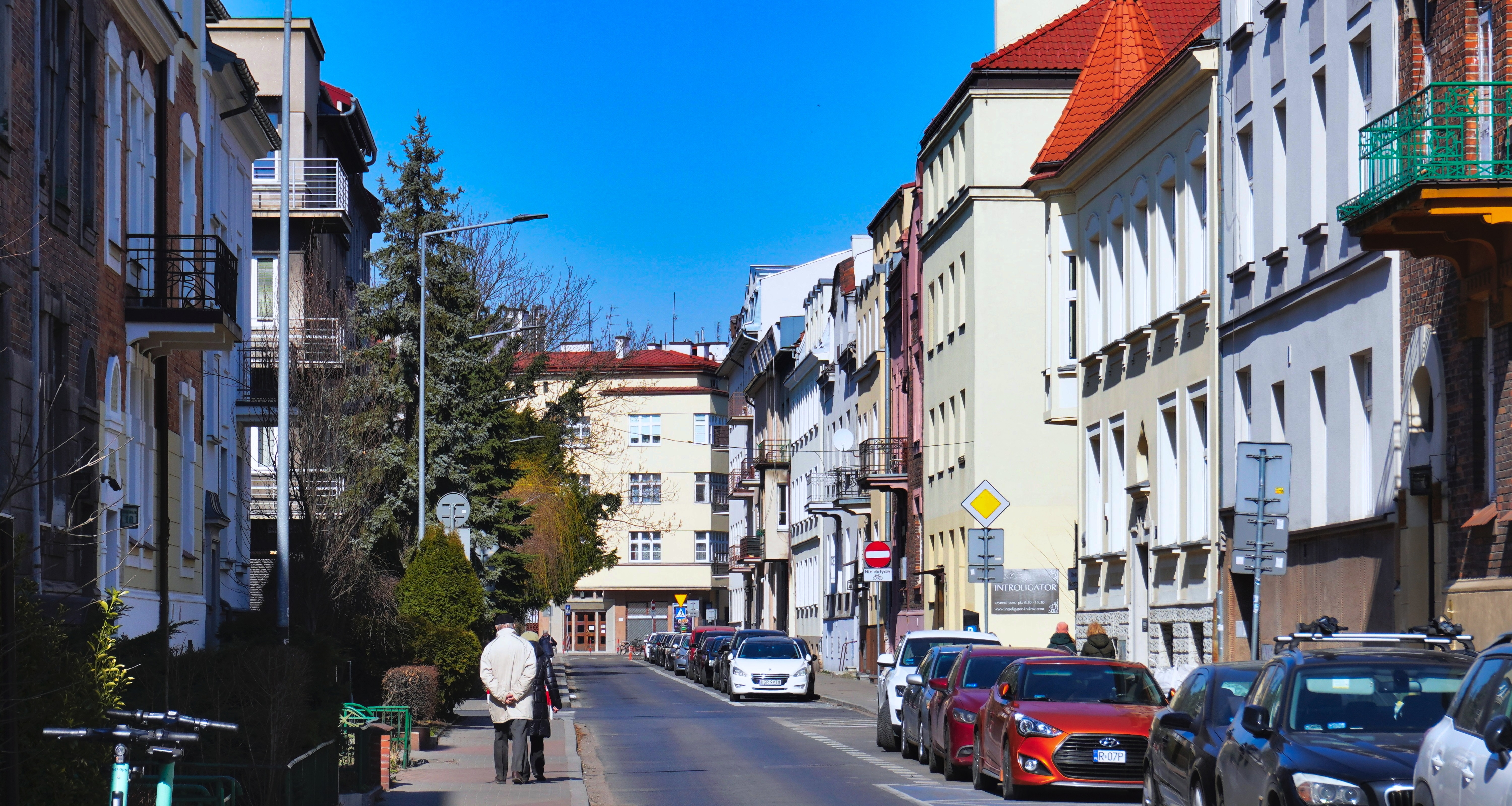
Вигляд відрізку між вул. Чарновєйська та вул. Леа на північ
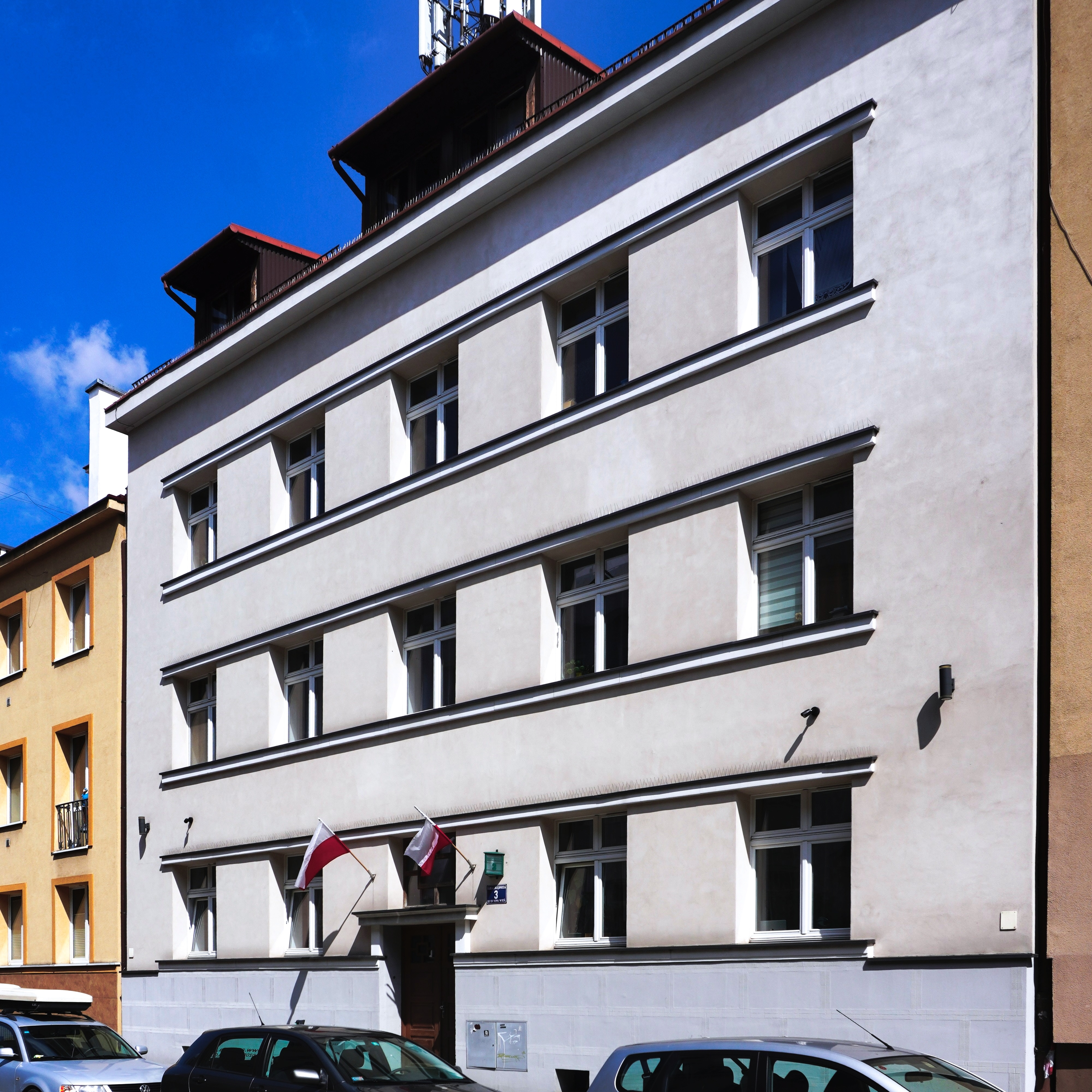
вул.Ужендніча 3 Кам'яниця
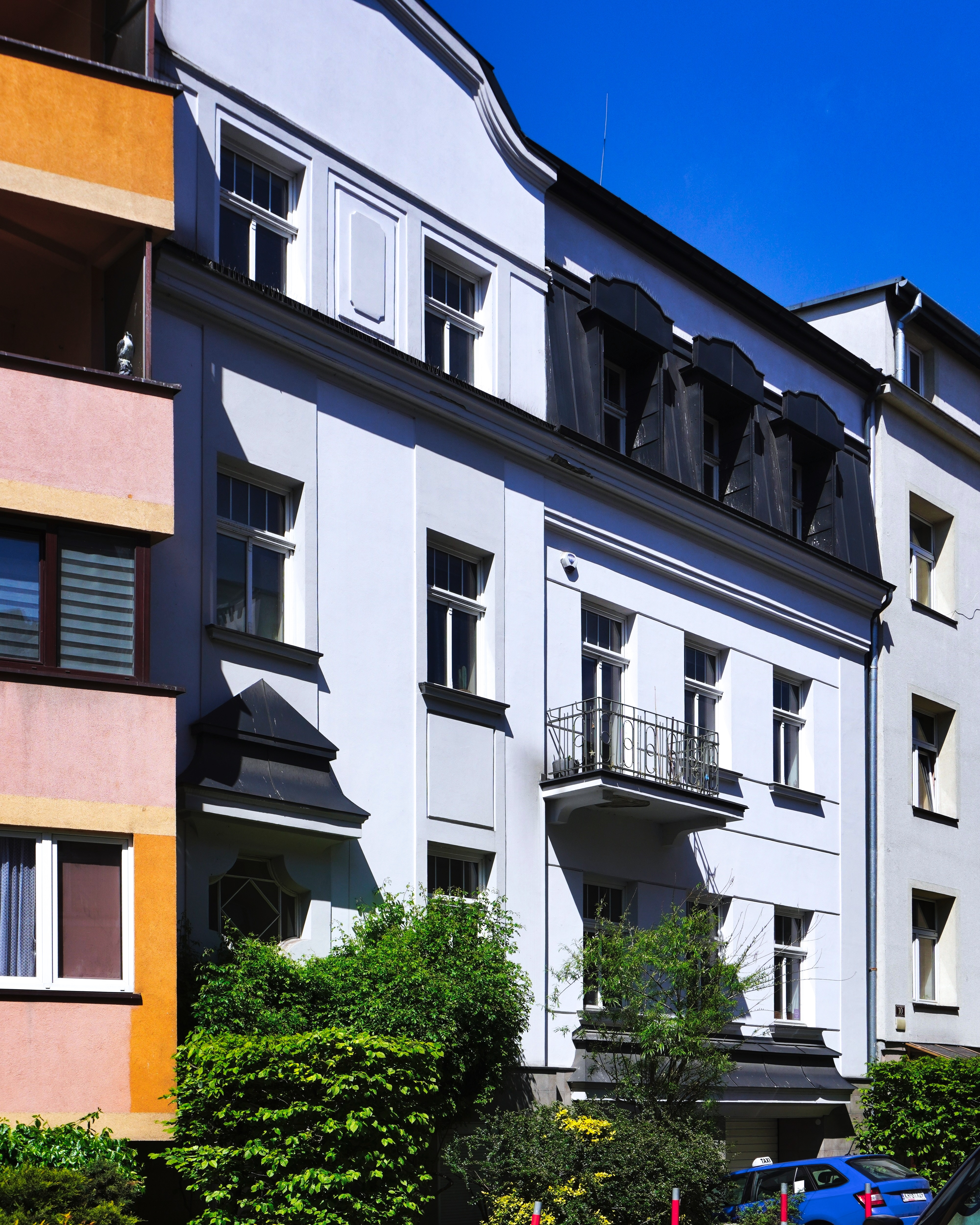
вул.Ужендніча 8 Кам'яниця (проєкт G. Klusak, 1912)
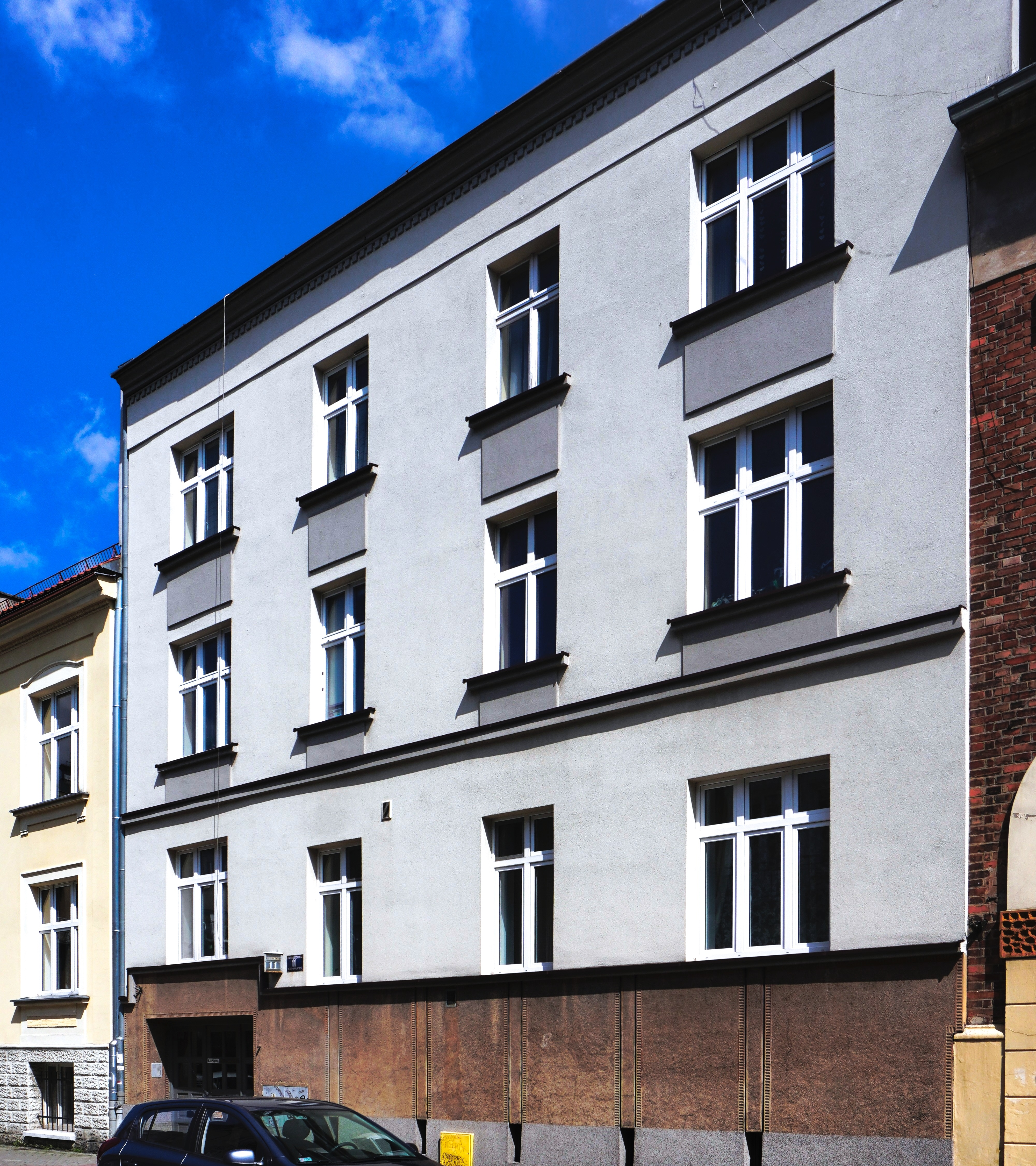
вул.Ужендніча 11 Кам'яниця
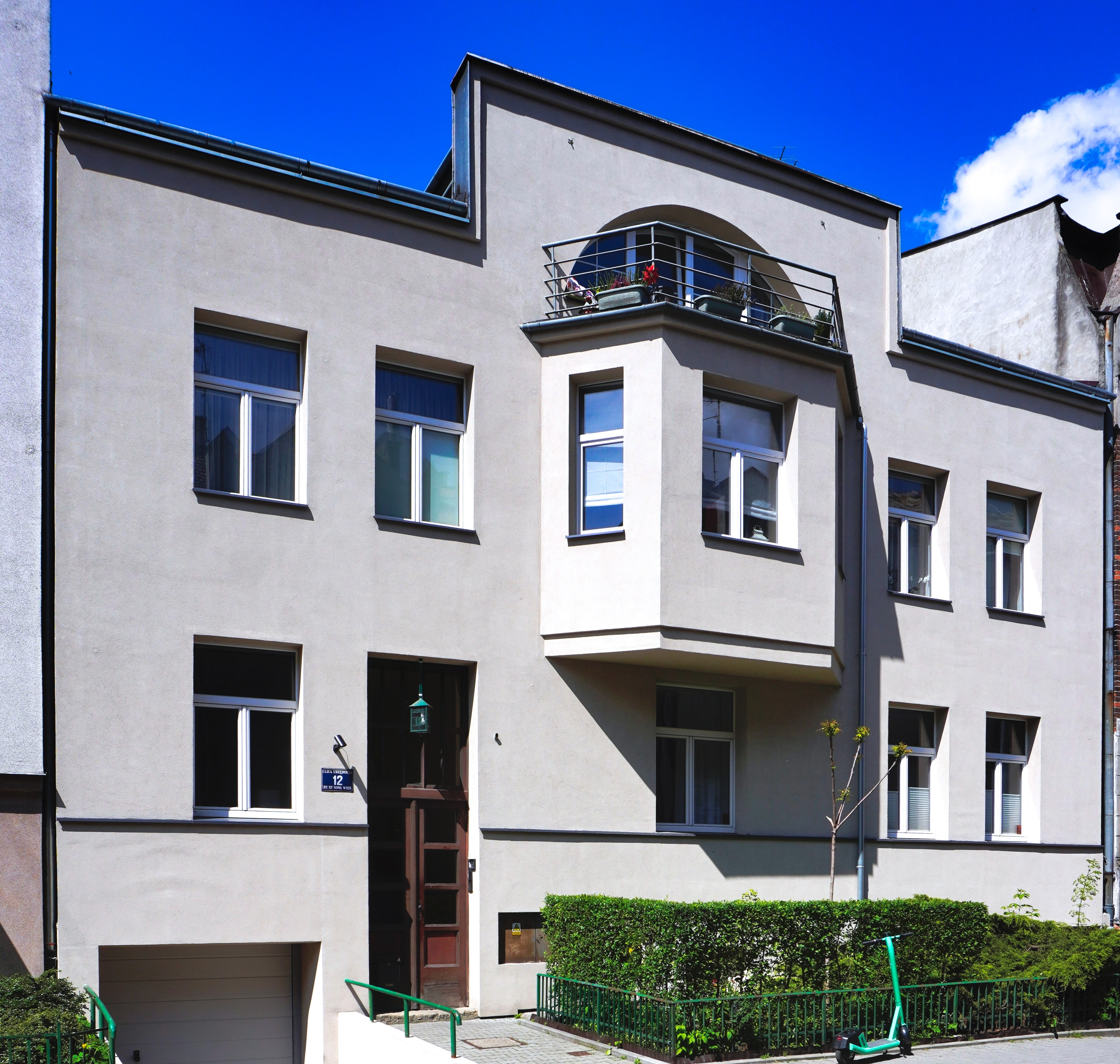
вул.Ужендніча 12 Кам'яниця (проєкт Jerzy Struszkiewicz, Максимільян Бурстін, 1931–1933)
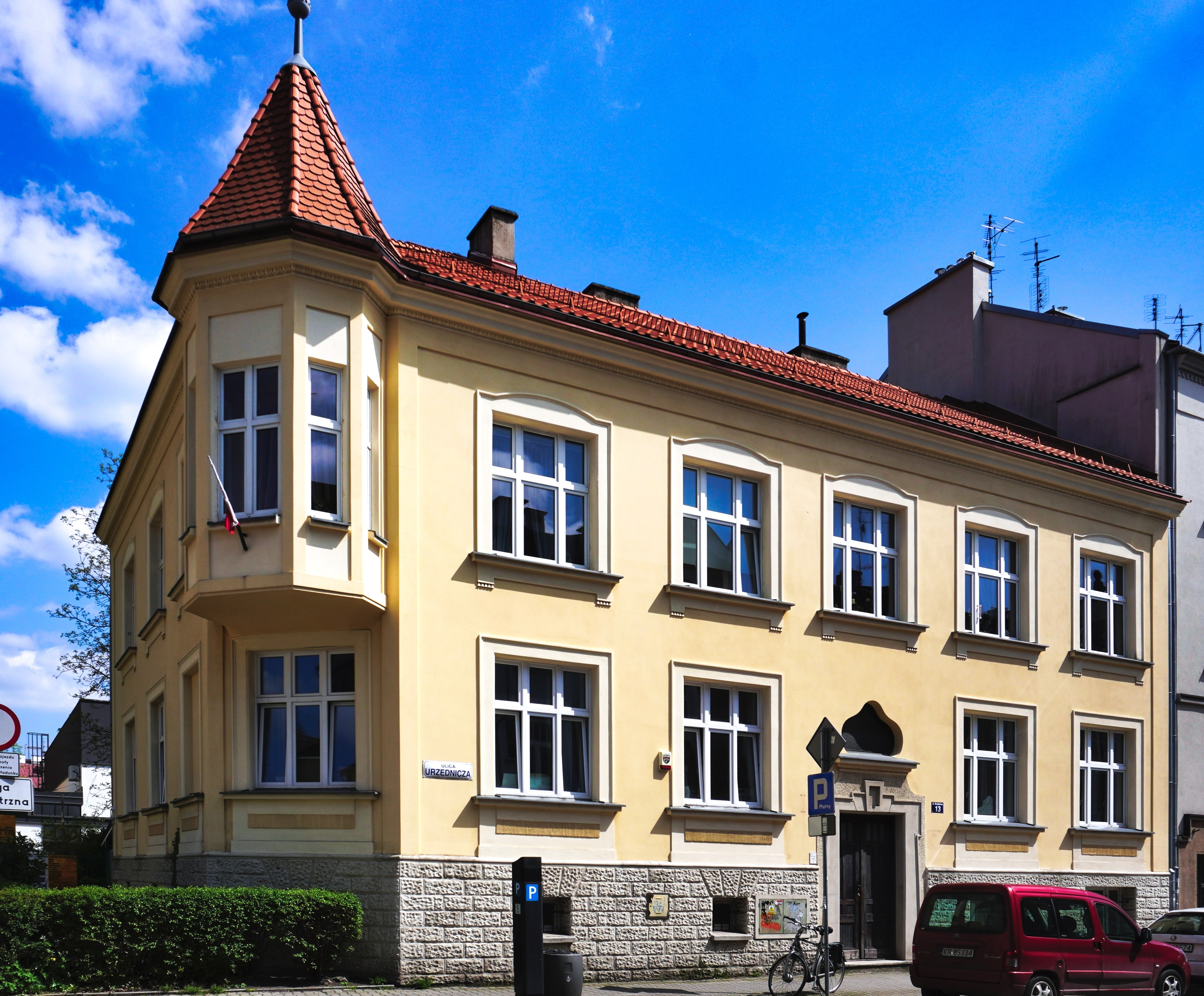
вул.Ужендніча 13 Кам'яниця (проєкт Ludwik Daniek, 1914)
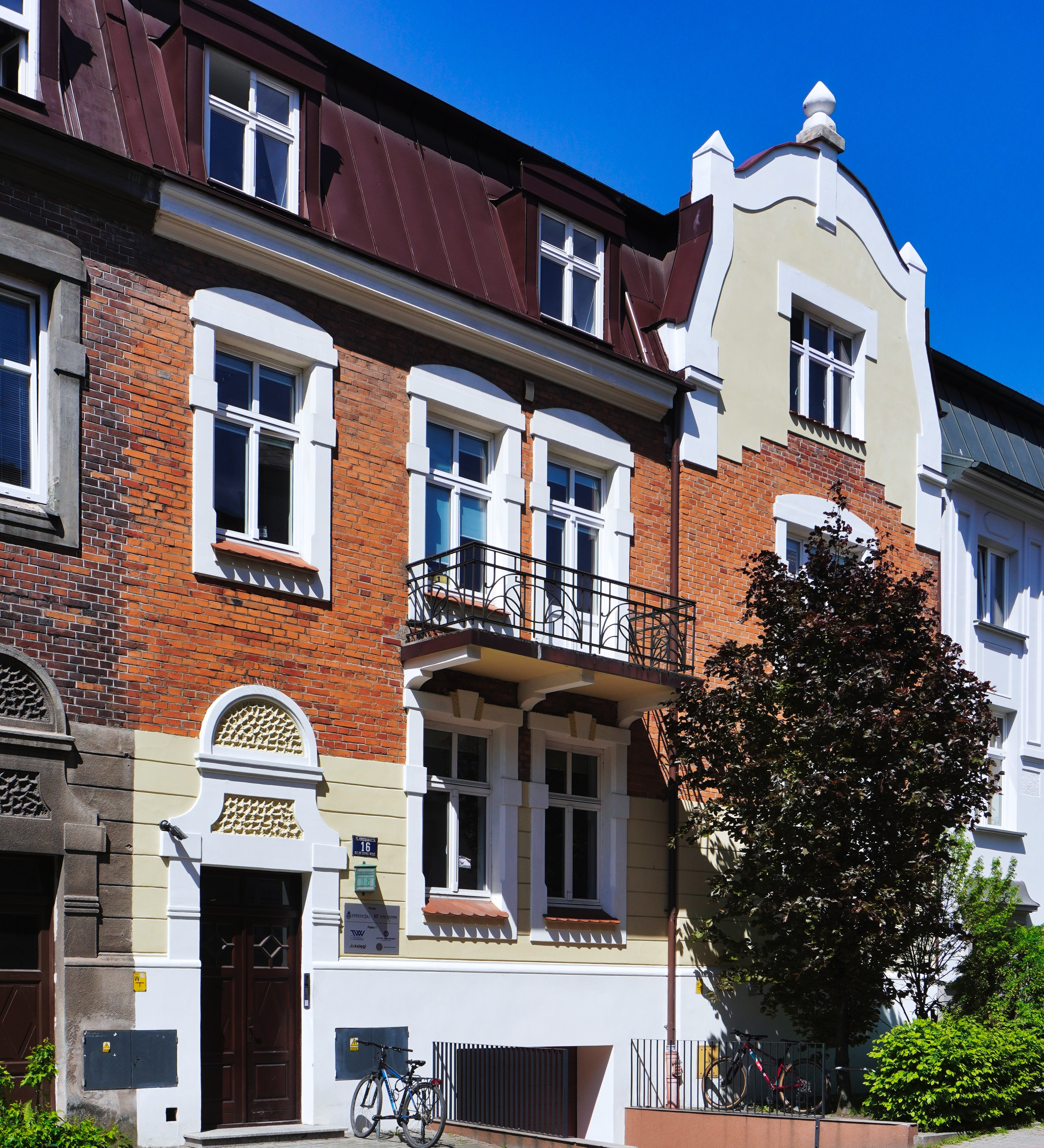
вул.Ужендніча 16 Кам'яниця (проєкт Józef Wilczyński, Alfred Kramarski, 1911)
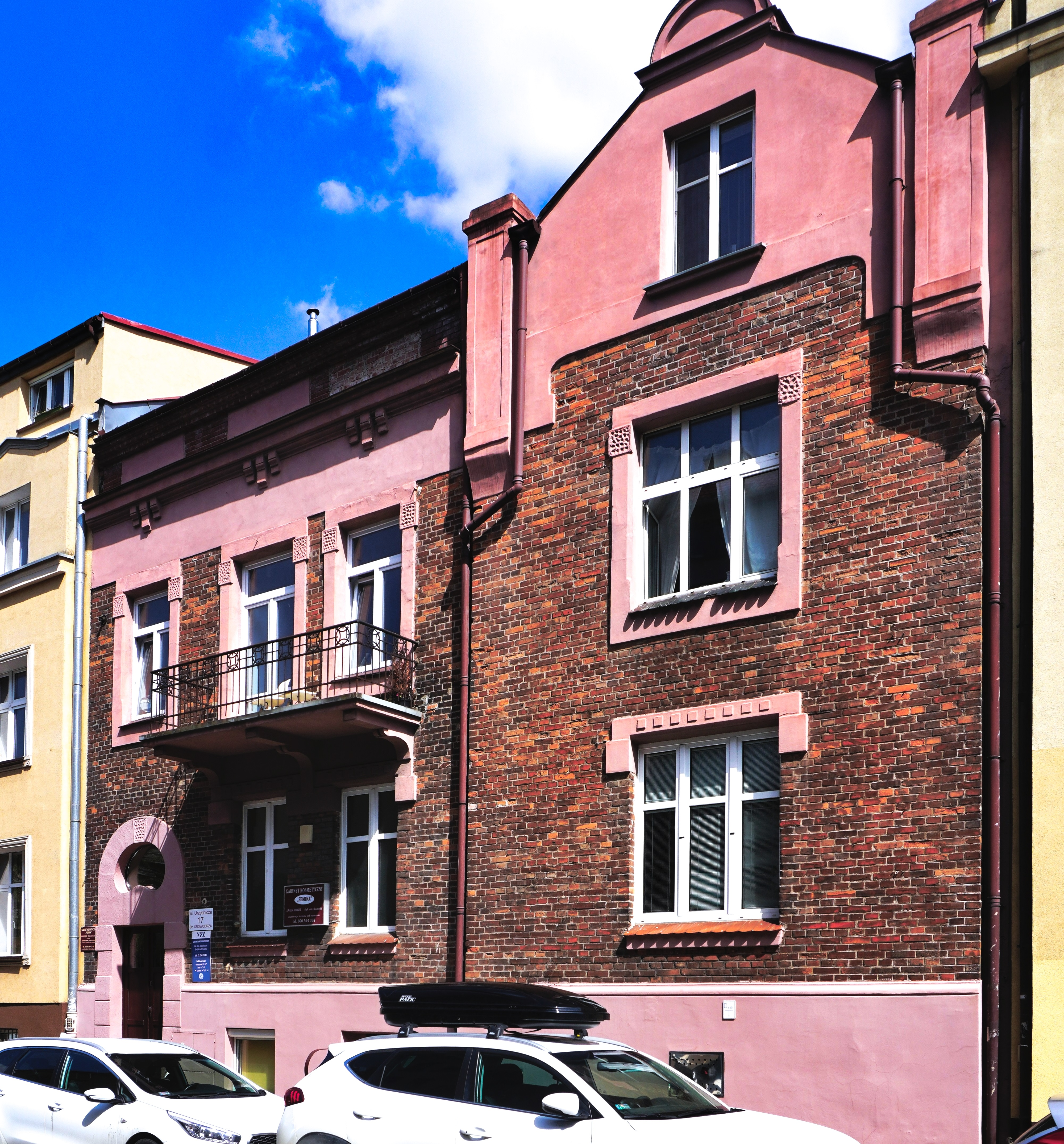
вул.Ужендніча 17 Кам'яниця (ок. 1911)
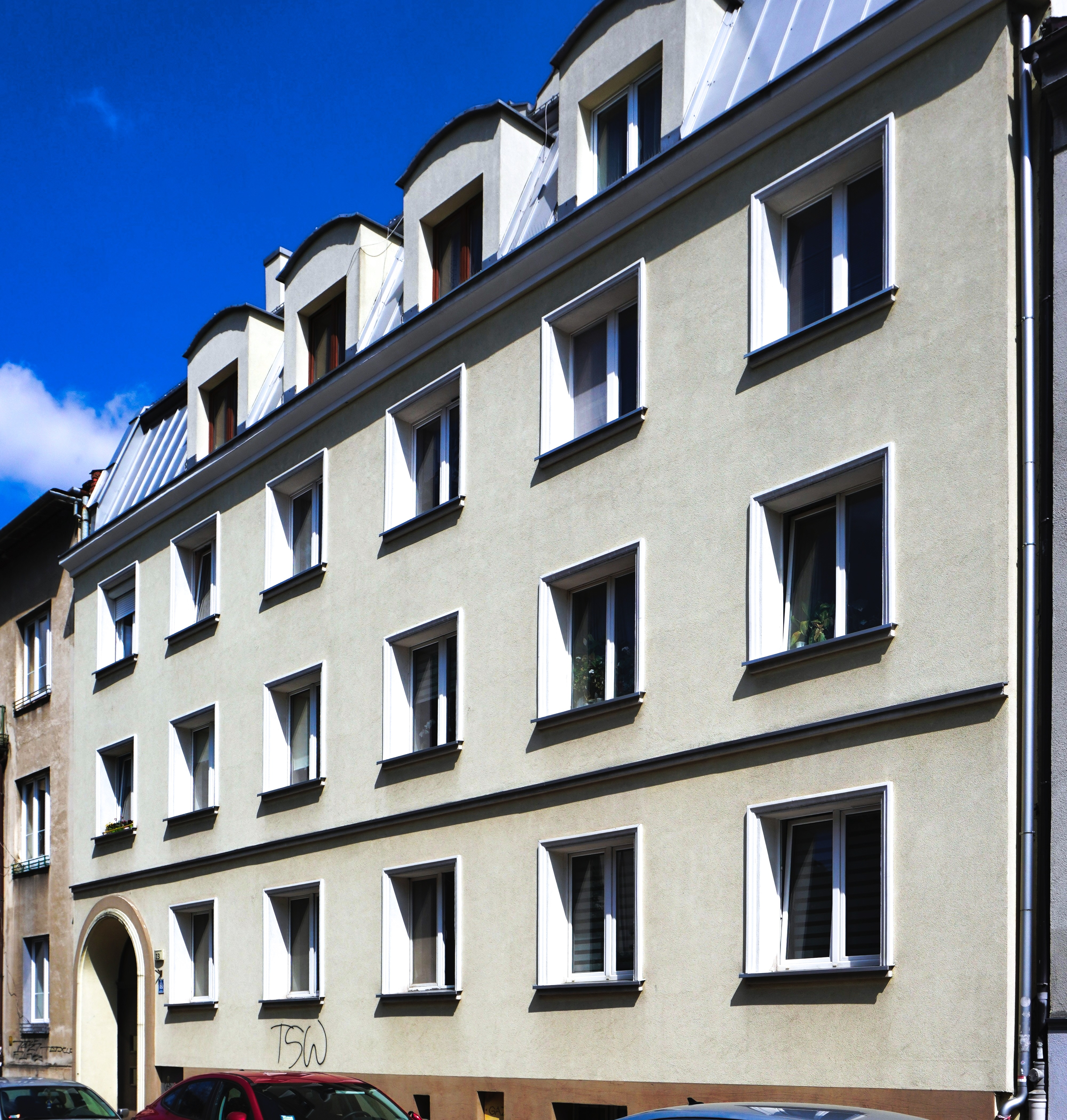
вул.Ужендніча 23 Кам'яниця
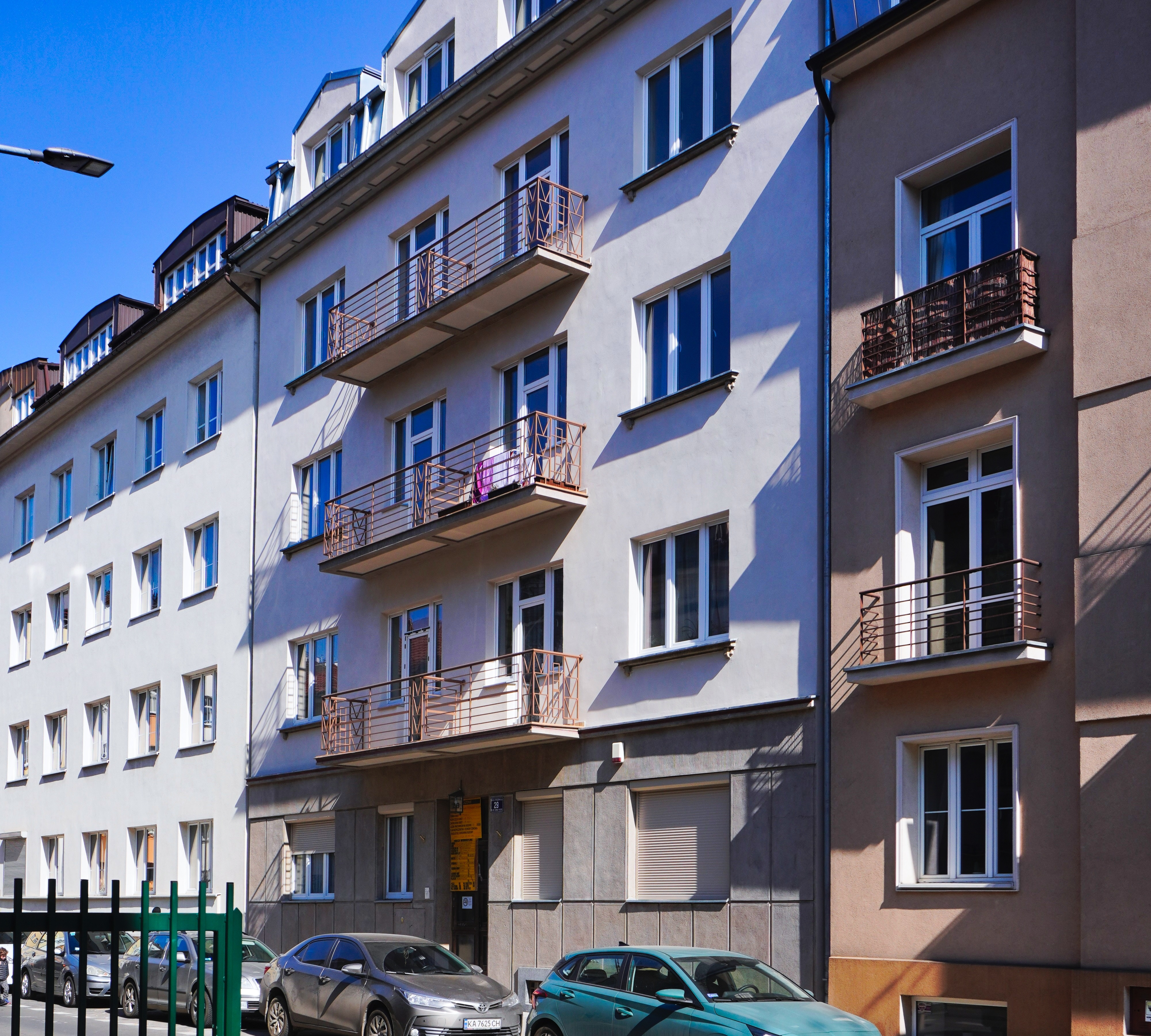
вул.Ужендніча 29 Кам'яниця
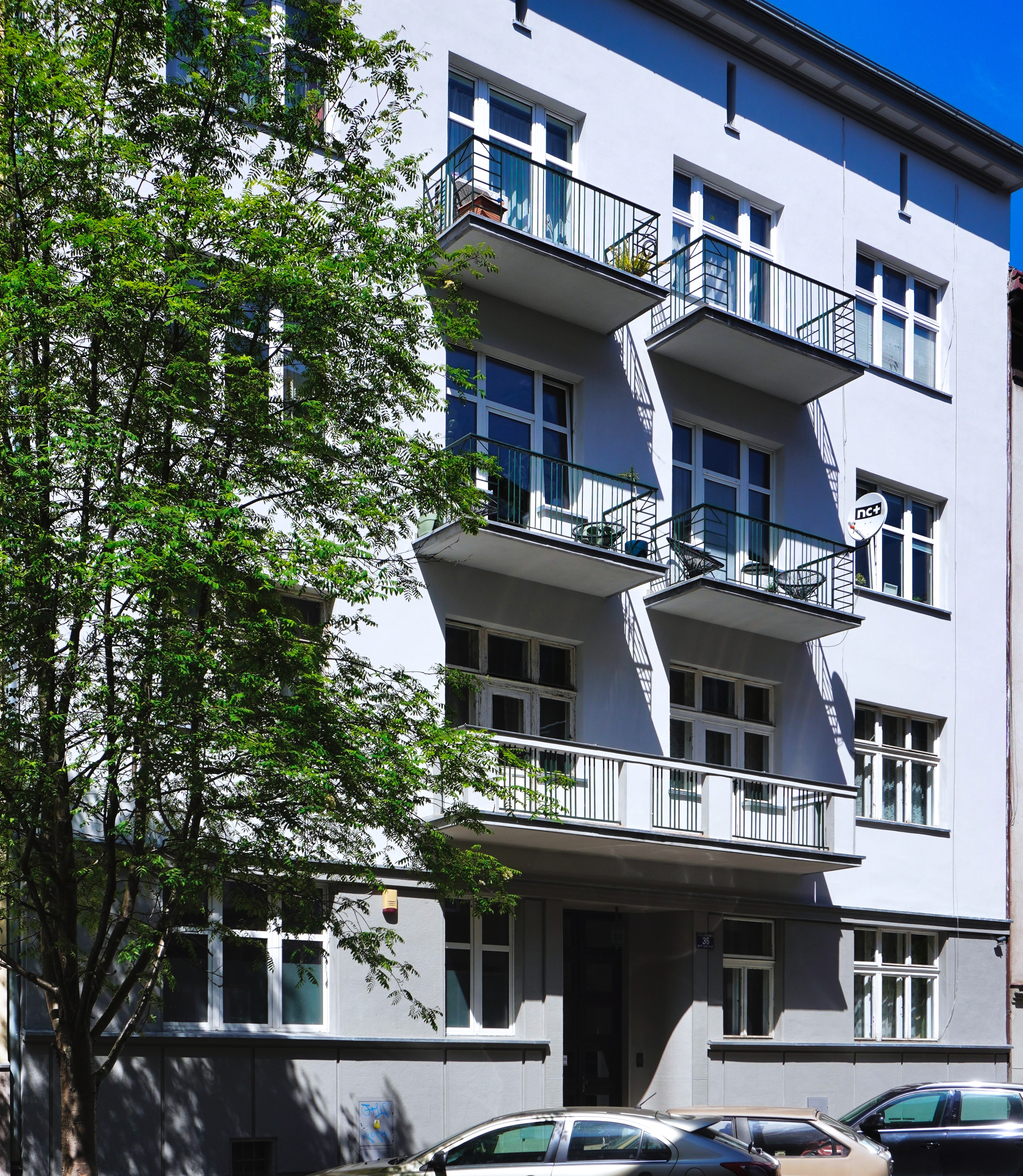
вул.Ужендніча 36 Кам'яниця (проєкт Leon Feniger, 1928–1934)
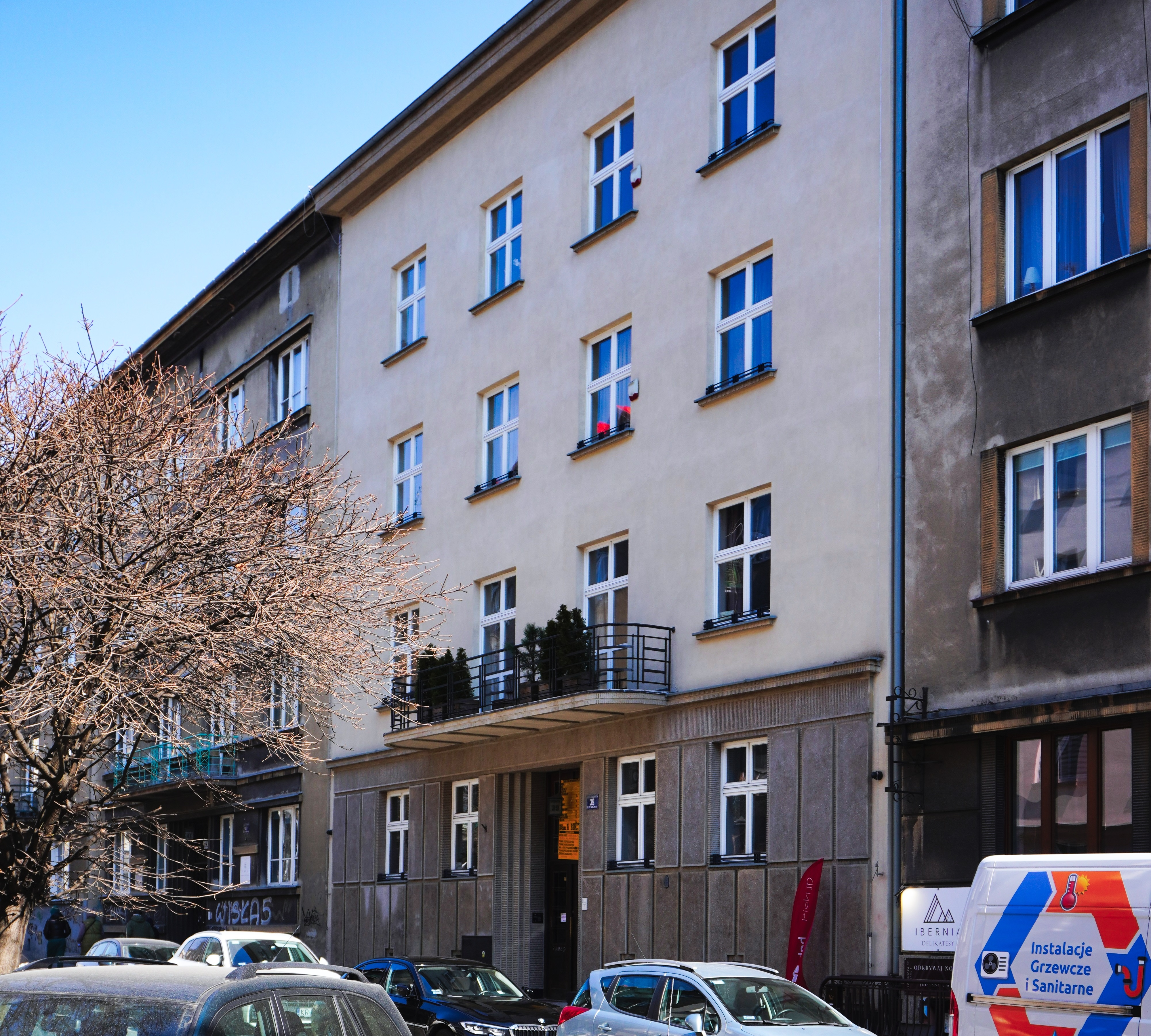
вул.Ужендніча 39 Кам'яниця
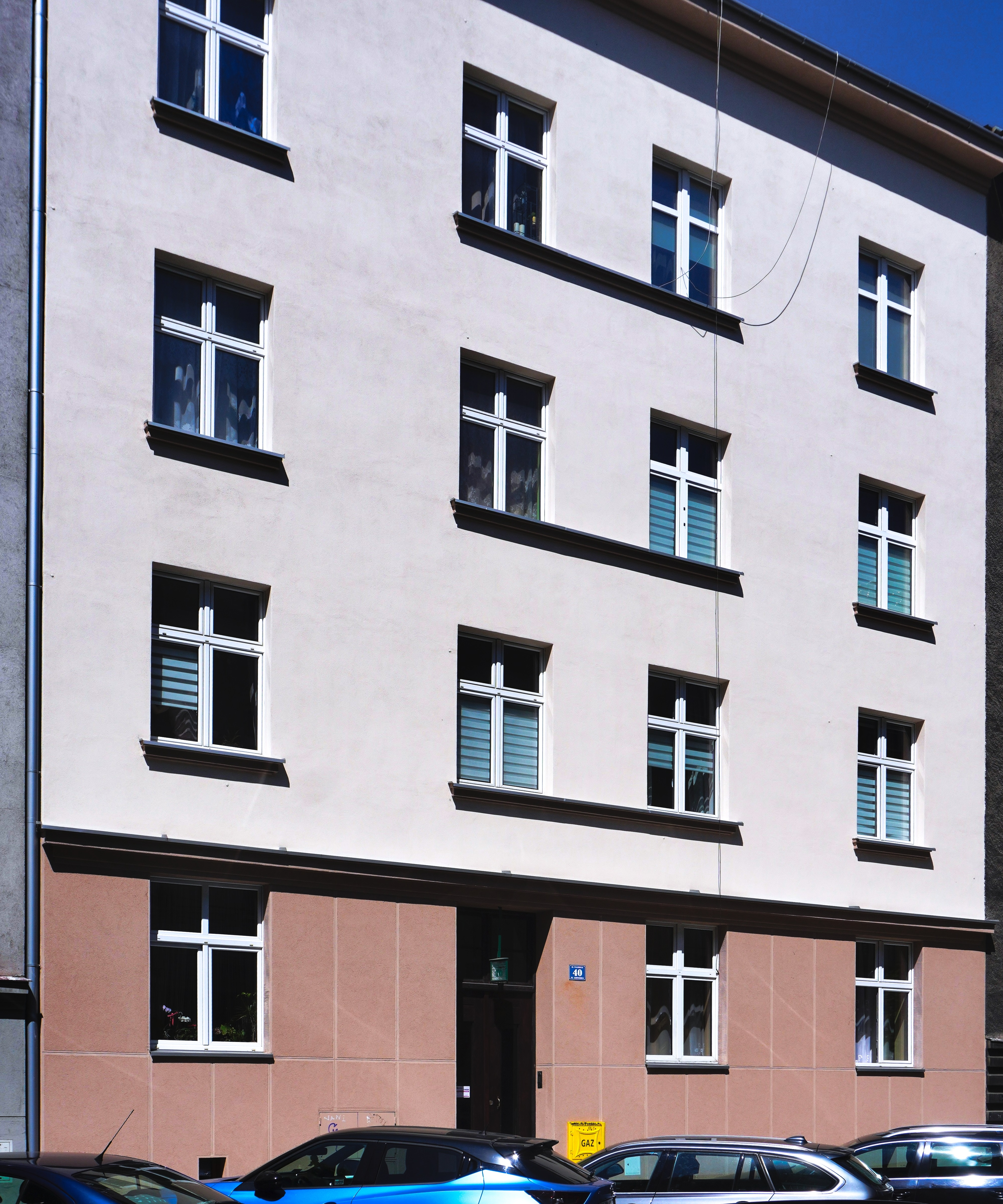
вул.Ужендніча 40 Кам'яниця